# 方广岩寺
方广岩寺，位于中国福建省永泰县葛岭镇葛岭村方廣巖的一座佛寺，方廣巖在東葛嶺山的山腰，是一個渾然天成的洞穴，如一瓦屋，故人稱“一片瓦”，又稱廣寒洞天。方广岩寺于宋建隆二年（961年）始建，明、清多次重修。整组建筑依山悬空而筑，正殿石香炉和入口处台阶为宋淳佑、淳熙遗存，正殿“显密圆通”匾出自左宗棠之手，山道石壁上留有宋、元、明、清，及近现代名士文人题刻。2009年11月16日公布为第七批福建省文物保护单位。